# Radio Tarifa
Radio Tarifa war eine spanische Musikgruppe aus Madrid.

## Geschichte
Radio Tarifa wurde Ende der 1980er Jahre von Faín Sánchez Dueñas, Benjamín Escoriza und Vincent Molino gegründet. Dueñas und Molino spielten vorher bereits in der Gruppe Ars Antiqua Musicalis. Faín S. Dueñas leitet die Aufnahmen und die verschiedenen Live-Gruppen. Er spielt Perkussion und Zupfinstrumente. Benjamín Escoriza singt und schreibt einige der Texte. Vincent Molino spielt Ney und Oboen. Bei Live-Auftritten arbeiten sie mit anderen Musikern zusammen. Von 1994 bis 2006 tourten sie weltweit.
NOMINIERUNGEN: 1995 Nominierung für den spanischen Nationalmusikpreis, 2001 Nominierung für den BBC Critics' Choice Award, 2004 Nominierung für den BBC Critics' Choice Award, 2004 Nominierung für den LATIN GRAMMY Award für die CD „Fiebre“. Ende 2006 kündigte die Band eine unbefristete Ruhepause an. Ein letztes Konzert fand am 11. November 2006 in Barcelona statt.
Am 9. März 2012 verstarb Benjamín Escoriza im Alter von 58 Jahren.

## Stil
Radio Tarifa spielt „panmediterrane Weltmusik“ mit traditionellen Instrumenten, selten elektrisch verstärkt, unter Verwendung von Elementen aus spanischer, arabischer, sephardischer und mittelalterlicher Musik. Der Name der Gruppe deutet dies durch den Bezug auf Tarifa, die Marokko nächstgelegene Stadt Spaniens, an.
Die Stücke sind größtenteils traditionelle, aber manche sind selbst komponiert und getextet. Die Musiker verwenden dabei Instrumente aus diversen musikalischen Welten, z. B. aus dem Orient die Darbouka, die Ney oder die Oud, das Krummhorn oder die indische Querflöte Bansuri, aber auch die elektrische Gitarre oder die Hammondorgel.

## Diskografie
- 1993: Rumba Argelina
- 1996: Temporal
- 2000: Cruzando el Río
- 2003: Fiebre[4]